# Notepad++
A Notepad++ egy szöveg- és forráskódszerkesztő Windows platformra, de Linuxon és Macen is futtatható Wine segítségével. Szabad szoftver, forráskódja a GitHub-on érhető el. Korábban kétszer nyerte meg a Community Choice Award for Best Developer Tool díjat a SourceForge oldalán. A forráskódok megnyitásához és megjelenítéséhez a Notepad++ a Scintilla komponenst használja. A Notepad++ egyik fő előnye a Windows beépített szerkesztőjével szemben a fülekkel ellátott felület, amely több fájl párhuzamos szerkesztését engedi meg, ezen kívül támogatja a UNIX/LINUX sorvégeket.

## Képességek

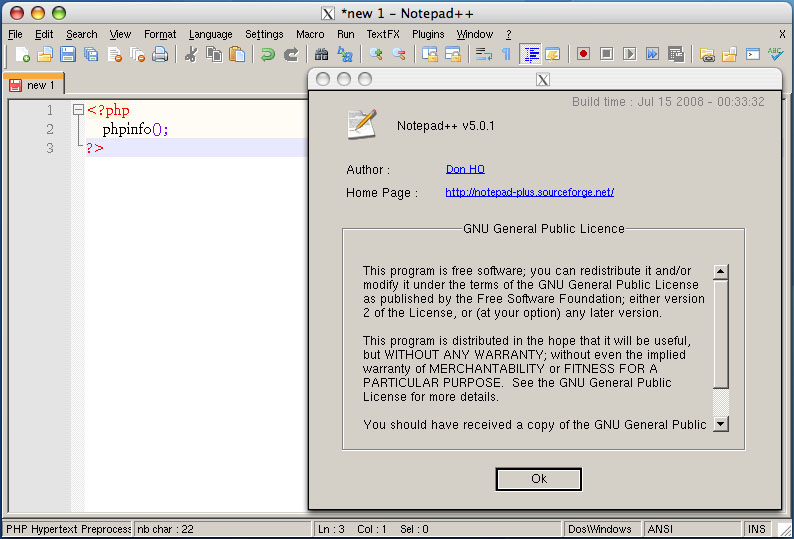
Futtatás Mac OS X alatt a Wine segítségével.

Néhány az általános képességek közül:
- Füles interfész
- Fogd és vidd
- Többszörös vágólap
- Osztott képernyős szerkesztés és szinkronizált görgetés
- Helyesírás-ellenőrzés a GNU Aspell segítségével (az ellenőrző nem tesz különbséget szöveg és forráskód között)
- Unicode és sok más karakterkódolás támogatása, köztük való konvertálás
- Keresés és csere több dokumentumon keresztül
- Fájlok összehasonlítása
- Nagyítás/kicsinyítés

## Programozási segédeszközök
Fejlett képességek a kódszerkesztés segítésére:
- Automatikus kiegészítés (az aktuális programnyelv kulcsszavai és a dokumentumban lévő szavak alapján)
- Könyvjelzők
- Blokk és bekezdés kiemelés
- Reguláris kifejezés használata keresés és csere funkcióhoz
- FTP böngésző (a szükséges plugint az alaptelepítés tartalmazza)
- Makró rögzítés és végrehajtás
- Különféle eszközök mint sorrendezés, karakterkódolások közötti konverzió, szöveg becsomagolás (pl. hex, base64)
- Fájlstátusz automatikus detektálása (érzékeli, ha a megnyitott fájlt egy másik program is szerkeszti)
- Pluginek a többsoros reguláris kifejezések használatához a keresés és csere funkcióban

## Programozási nyelvek
A Notepad++ a fent felsorolt funkciókat több, mint 50 programozási, szkriptelési és jelölőnyelvhez támogatja. Automatikusan felismerni a megnyitott fájlban használt nyelvet a kiterjesztés alapján, amihez egy testre szabható listát használ. A felhasználó manuálisan is átállíthatja az éppen használt nyelvet. A program támogatja sok programnyelv API-készletéhez az automatikus kiegészítést.
Definiálhatunk saját nyelvet és API készletet a beépített User Language Define System eszközzel. Átállítható a kiemelés stílusa elemenként vagy nyelvenként, és az így formázott kód kinyomtatható a stílus megtartásával.
A 7.6.3-as verzió az alábbi nyelveken támogatja a szintaxiskiemelést:
- ActionScript
- Ada
- ASN.1
- ASP
- Assembly
- AutoIt
- AviSynth scripts
- BaanC
- batch files
- Blitz Basic
- C
- C#
- C++
- Caml
- CMake
- Cobol
- CoffeeScript
- Csound
- CSS
- D
- Diff
- Erlang
- escript
- Forth
- Fortran
- FreeBASIC
- Gui4Cli
- Haskell
- HTML
- INI files
- Intel HEX
- Inno Setup scripts
- Java
- JavaScript
- JSON
- JSP
- KiXtart
- LaTeX
- LISP
- Lua
- Makefile
- Matlab
- MMIX
- Nim
- nnCron
- NSIS scripts
- Objective-C
- OScript
- Pascal
- Perl
- PHP
- PostScript
- PowerShell (Broken)
- PureBasic
- Python
- R
- Rebol
- Registry script (.reg)
- Resource file
- Ruby
- Rust
- Scheme
- Shell script
- Smalltalk
- SPICE
- SQL
- Swift
- S-Record
- Tcl
- Tektronix HEX
- TeX
- txt2tags
- Visual Basic
- Visual Prolog
- VHDL
- Verilog
- XML
- YAML

## Pluginek
A Notepad++ támogatja a makrókat és a plugineket. Jelenleg közel 200 hivatalos plugin létezik, ebből többet tartalmaz alapértelmezetten. Az első plugin melyet mellékeltek, a "TextFX" volt, amely többek között W3C validálást ad a HTML és CSS kódhoz, szövegrendezést, és kis/nagybetűkezelést.

## Fejlesztés
Ez a projekt a Scintilla szerkesztő komponenst használja, C++-ban íródott, szabályos Win API-t használ az STL-en keresztül a teljesítmény és kis méret érdekében. A cél a kevés erőforrás-használat a hatékony és tömör algoritmusok és megoldások használatával.

## Betiltott országok
2008-ban, a "Boycott Beijing 2008" banner jelent meg a Notepad++ SourceForge.net-es weboldalán, hogy így járuljon hozzá az emberi jogok Kínában tapasztalható elnyomásának bemutatásához. Ennek eredményeképpen az egész SourceForge.net weboldal blokkolásra került Kínában egy hónapig (június 26. és július 24. között).
Azóta az amerikai kormány nyomásának engedve legalább 5 országban nem jelenik meg a SourceForge.net több más website mellett: Kuba, Kína, Szíria, Észak-Korea, Szudán.

## Külső hivatkozások
- Hivatalos Notepad++ Wiki. docs.notepad-plus-plus.org (angolul) (Hozzáférés: 2018. szeptember 5.) arch
- Notepad++ Linux Telepítő